# Culladiella subsinuimargo
Culladiella subsinuimargo là một loài bướm đêm trong họ Crambidae.